# Carlo Ruini
Carlo Ruini (1530 — 1598) foi um cientista italiano, considerado um dos mais notáveis anatomistas de cavalos do século XVI.
Nasceu em uma família rica em Bolonha, Itália, e foi educado com aulas particulares no estilo da maioria das crianças da classe alta daquela época. Não recebeu treinamento especial como médico ou assistente na famosa universidade de Bolonha. Não se sabe se ele recebeu treinamento especial no artes. Ele parece ter sido um ávido colecionador de cavalos, além de cavaleiro. Sua obra notável, Anatomia del Cavallo, apareceu dois meses após sua morte, em 1598 e foi um marco na publicação veterinária equina. A obra é especialmente conhecida por suas bem elaboradas imagens de xilogravuras da anatomia do cavalo, que foram fortemente influenciadas pelas obras anatômicas humanas publicados nas décadas anteriores, especialmente as de Andreas Vesalius. Também foi o primeiro livro a concentrar-se exclusivamente sobre a estrutura de um espécia não-humana. Foram publicadas numerosas edições da obra, e as suas imagens e textos foram muitas vezes plagiados, incluindo os muitos erros que podem ser encontrados na primeira edição.